# Ли Инджик
Ли Инджик (кор. 이인직; 27 июня 1862, близ Ансон, Кёнгидо — 25 ноября, 1916, Сеул) — корейский писатель
-просветитель, драматург, редактор, переводчик. Псевдоним Кукчхо.

## Биография
Будучи ребёнком, был отправлен к дяде, чтобы стать его наследником; отец умер, когда Ли исполнилось 4 года, мачеха умерла в 10 лет, а мать после его семнадцатилетия.
Принадлежал к высшему сословию корейского общества и в 1903 окончил Политическую школу в Токио (Токё сэйдзи гакко). Во время учёбы работал в газете Старого Капитала (Мияко симбун), где печатал свои произведения, в том числе по-японски. С началом русско-японской войны служил в японской армии переводчиком. С 1910 сотрудничал с японскими оккупационными властями, полагая, что они будут содействовать обновлению феодальной Кореи. Был личным секретарем премьер-министра сформированного в 1906 году правительства Ли Ванёна. С 1911 года назначен академиком «Академии китайской классики».

## Творчество
Редактор издававшихся в Сеуле прояпонских газет «Кунмин синбо» (1905) и «Мансёбо» (1906—1907 гг), где опубликовал первые три позаических произведения: «Короткий рассказ» (1906), «Кровавые слёзы» (1906) (ставшие газетным сериалом), «Голос дьявола» (1907). Автор просветительских повестей, положивших начало Новой Прозе — синсосоль. В 1907—1910 гг. выпускал про-японскую «Большую корейскую газету», поддерживающую аннексию Кореи. Другие его произведения — «Фазанья гора» (1907), «Серебряный мир» (1909). Зачинатель современной корейской драматургии, в 1908 году впервые осуществил театральную постановку, которой была собственная драма «Серебряный мир».